# Las mujeres de mi general
Las mujeres de mi general es una película mexicana de melodrama de 1950 escrita y dirigida por Ismael Rodríguez y protagonizada por Pedro Infante, Lilia Prado y Chula Prieto.

## Sinopsis
El general Juan Zepeda llega a Ciudad Martínez en compañía de Guadalupe (Lilia Prado), quien es su soldadera. Allí se encuentra con Carlota (Chula Prieto), un amor suyo del pasado. Carlota asesina a su esposo y Juan es culpado de ello. Además, Carlota roba al bebé que Lupe ha dado a luz y hace que la encierren en prisión. Posteriormente Juan y Lupe recuperan al niño y luchan contra las tropas del gobierno.

## Reparto
- Pedro Infante como General Juan Zepeda
- Lilia Prado como Guadalupe
- Chula Prieto como Carlota
- Miguel Manzano como Coronel Domingo Vargas
- Miguel Inclán como Blas
- Arturo Soto Rangel como Don Jelipe
- Lupe Inclán como Tacha
- Alberto Catalá como Marco Polo
- Miguel Ángel López como Romulito
- Pedro de Urdimalas como Salas
- Ángel Infante como Sarmiento, el traidor
- Jorge Mondragón como Fermín Mendoza

No acreditados
- Luis Aragón como Soldado
- Daniel Arroyo como Invitado al baile
- Guillermo Bravo Sosa como Invitado al baile
- José Chávez como Sargento
- Roberto Corell como Alcalde
- Guillermo Cramer como Invitado al baile
- Pedro Elviro como Invitado al baile
- Rogelio Fernández como Soldado
- Jesús García como Notario
- Leonor Gómez como Pueblerina
- Cecilia Leger como Invitada al baile
- Elvira Lodi
- Chel López
- Concepción Martínez como Invitada al baile
- Héctor Mateos como Hacendado, invitado al baile
- José Muñoz como Soldado
- Francisco Pando como Invitado al baile
- Salvador Quiroz como Militar
- Joaquín Roche como Militar
- María Luisa Smith como Invitada al baile
- María Valdealde como Invitada al baile gruñóna
- Domingo Vargas

## Canciones
- «Alevántate» de Manuel M. Ponce
- «Comezón del amor» de Chucho Monge
- «Anoche soñé contigo» de Pedro de Urdimalas